# Білоус Олександр Миколайович
Білоус Олександр Миколайович — кандидат філологічних наук, професор, професор кафедри перекладу, прикладної та загальної лінгвістики, декан факультету іноземних мов Центральноукраїнського державного педагогічного університету імені Володимира Винниченка (ЦДПУ) міста Кропивницький з 1997р. по 2022 р. З 01.09.2022 р. по 30.06.2023 р. професор, керівник секції перекладу кафедри німецюкої філології  Київського національного лінгвістичного університету (КНЛУ), з 23.02.2023 року   професор  кафедри германських мов і перекладу  Київського національного університету імені Тараса Шевченка.  З 01.09.2023 по т.ч. професор кафедри романо-германської філології Харківського національного університету імені В.Н.Каразіна на постійній основі.

## Біографія
Білоус Олександр Миколайович народився 14 липня 1955 року в сім’ї сільських вчителів у м. Мала Виска Кіровоградської області.
У 1972 році закінчив Петрівцівську середню школу, а в 1973 професійну автошколу у місті Миргород Полтавської області. Після закінчення автошколи працював автослюсарем у колгоспі «Україна» рідного села Петрівці. У 1973 році вступив на факультет німецької мови Київського інституту іноземних мов. Після двох років навчання як один із кращих студентів факультету був направлений у 1975 році до Берлінського Гумбольдт-університету.
У 1979 році закінчив Берлінський Гумбольдт-університет за спеціальністю «Романо-германська філологія». Після відмінного захисту дипломної роботи на тему «Дослідження вживання прикметникових та прислівникових синтаксичних конструкцій з точки зору семантико-логічної теорії валентності (на матеріалі німецької та української мов)», науковим керівником якої був всесвітньо відомий учений Берлінського університету – професор Вільгельм  Бондціо (Wilhelm  Bondzio), О.М. Білоус отримав кваліфікацію – Філолог. Викладач німецької, англійської мов та німецької літератури.
Цього ж 1979 року О.М. Білоус був направлений Міністерством освіти УРСР до Кіровоградського державного педагогічного інституту ім. О.С. Пушкіна (сьогодні Центральноукраїнський державний університет імені Володимира Винниченка), де успішно працював до серпня місяця 2022 року. З 01.09.2022 р. по 30.06.2023 р. працював на посаді професора, керівника секції перекладу кафедри німецької філології Київського національного лінгвістичного університету (КНЛУ), з 23.02.2023 року професор   кафедри германських мов і перекладу на погодинній оплаті Київського  національного університету імені Тараса Шевченка, з 01.09.2023 професор кафедри романо-германської філології Харківського національного університету імені В.Н.Каразіна на постійній основі.

## Заклад, у якому здобуто вищу освіту; рік випуску
Берлінський університет імені Гумбольдтів, Humboldt-Universität zu Berlin 1979.

## Спеціальність
філолог-германіст, викладач німецької, англійської мов та німецької літератури.

## Тема дисертації та рік захисту
«Проблема семантичної еквівалентності мовних одиниць в оригіналі та перекладі художнього тексту (на матеріалі перекладів творів М.О.Шолохова німецькою мовою)». Захист відбувся 1-го вересня 1988 року в Одеському національному університеті ім. І.Мечникова за спеціальністю 10.02.20 – порівняльно-історичне, типологічне, зіставне мовознавство та теорія перекладу.

## Посади, досвід роботи
за роки роботи в ЦДПУ пройшов шлях від асистента (1979) до професора (2013). Займав наступні посади: асистент, викладач, стажист-дослідник, старший викладач, обраний доцент, доцент, обраний професор з квітня 2011 року, професор з травня 2013 року. З 1997 р. по 2021 р. – декан факультету іноземних мов ЦДПУ ім. В. Винниченка. З 01.09.2022 р. по  30.06.2023 р. професор кафедри німецької філології КНЛУ, з 23.02.2023 року по т.ч.  професор   кафедри германських мов і перекладу Київського національного університету імені Тараса Шевченка на договорній основі, з 01.09.2023  по т.ч. професор кафедри романо-германської філології Харківського національного університету імені В.Н.Каразіна на постійній основі.

## Військова служба
у військах спецпризначення з 05.05.1981 по 22.11.1982 рр. Капітан запасу.

## Коло наукових інтересів
Німецько-українські мовні паралелі та міжкультурна комунікація; семантика тексту першотвору і перекладу; теорія та практика перекладу.

## Дисципліни, які викладає
ОПП (магістр): Теорія і практика усного послідовного перекладу з німецької мови (лекції і практичні). 
ОПП (бакалавр): Теорія і практика усного перекладу з німецької мови (лекції і практичні); Теорія і практика  письмового перекладу з німецької мови (лекції і практичні); порівняльна лексикологія німецької та української мов (лекції і практичні)), загальна теорія перекладу (лекції і семінари), дискурс художнього перекладу з німецької мови (лекції, семінари).

## Брав участь і став переможцем у міжнародних грантах
- 2005р. став переможцем Гранту ТЕМПУС № IMG-UKR2008 – 2004 від Європейської Комісії з питань освіти в Брюселі /TEMPUS Individual Mobility Grant. Мета гранту: «Професійний розвиток викладачів: міжнародні стандарти, забезпечення якості викладання іноземних мов». З 14-го вересня по 03 жовтня 2005  відвідав за кошти гранту Оксфордський університет (Велика Британія); Національний університету міста Корк (Ірландія); університет Карла і Франца міста Грац (Австрія) та Інститут усного та писемного перекладу Віденського університету (Австрія).
- 2005р. отримав Грант від «Кооперації Австрія»/Відень та пройшов з 01.11.2005 по 30.11.2005 р. стажування  в Інституті теоретичного та прикладного перекладознавства університету Карла і Франца у місті Грац/Австрія.
- 2008р. здобув Грант Фонду Österreich-Kooperation на участь  з 3-го по 16-те квітня 2008 року у роботі австрійсько-українського наукового семінару «Болонський процес: нові вимоги до програм викладання перекладознавчих дисциплін» в університетах міст Відень (Інститут усного та письмового перекладу Віденського університету) та Грац (Інститут теоретичного та прикладного перекладознавства університету Карла і Франца).
- 2009р. отримав  Грант Фонду Карнегі в Нью-Йорку/США для участі у «Програмі підтримки адміністрування університетів» /IREX University Administration Support Program Grant financed by Carnegie Corporation of New York та за кошти гранту пройшов стажування з 28.09.09 по 20.11.09 р. у Монтклерському державному університеті /Montclair State University штату Нью-Джерсі/США.
- 2010р. став переможцем на отримання Гранту Фонду Карнегі в Нью-Йорку, США (Пілотний проект) для участі у «Програмі підтримки адміністрування університетів» / IREX University Administration Support Program, 2010-2011 – Pilot Project Grant financed by Carnegie Corporation of New York. Номер гранту: FY10-UASP-Bilous-01 (сума гранту - 12000 $). Термін виконання: 1 вересня 2010 – 30 серпня 2011р.
- 2011р. отримав Грант від Баварської державної канцелярії на підвищення кваліфікації за програмою «Аспектні види перекладу: усний, юридичний, науково-технічний та сучасні методики викладання перекладознавчих дисциплін» з 03.10.2011 по 31.10.2011 року у Інституті іноземних мов і перекладу міста Мюнхен/Німеччина (Sprachen-und Dolmetscher-Institut München).
- 2014р. отримав місячну МАЙДАН-стипендію від Австрійського академічного обміну (OeaD-GmbH) та  Центру з міжнародної кооперації та мобільності Австрії (ICM) та пройшов з 01.11.2014 по 30.11.2014 стажування у Центрі перекладознавства (Zentrum für Translationswissenschaft) Віденського університету.
- 2019р. здобув Нагороду імені Івана Виговського від Центру наукових досліджень Східної Європи при Варшавському університеті та пройшов двомісячне очне стажування (жовтень-листопад 2019 р.) в Інституті германської філології Вроцлавського університету (Польща).
- Згідно (2019 р.) Нагороди імені Івана Виговського від Центру наукових досліджень Східної Європи при Варшавському університеті  пройшов двомісячне очне стажування (грудень 2021 - січень 2022 рр.)  на факультеті Новофілології Інституту германістики Варшавського університету (Польща).

## Нагороди та досягнення
Відмінник освіти України (2000);
Почесний знак Кіровоградського міськвиконкому «За заслуги» 2-го ступеня у сріблі (2008);
Заслужений працівник освіти України (2013);
Почесний знак міської ради та виконавчого комітету міста Кропивницького “За заслуги” I ступеня у золоті (2018);
Нагорода імені Івана Виговського Центру досліджень Східної Європи під патронатом президента  Польщі  Анджея Дуди (2019);
Нагрудний знак ЦДПУ ім. В.Винниченка  "Почесний працівник університету (2021)".

## Найважливіші навчальні посібники
1. Білоус О.М. Практична граматика німецької мови: Комунікативні вправи і завдання // Навчальний посібник (у співавторстві): Рекомендовано МОН України, лист №14/18.2-1997 від 30.10.2002.– Вінниця: НОВА КНИГА, 2002. – 334 с.
2. Білоус О.М. Практична граматика німецької мови: Комунікативні вправи і завдання. – 2-ге видання, виправлене та доповнене // Навчальний посібник (у співавторстві): Рекомендовано МОН України, лист №14/18.2-1997 від 30.10.2002.– Вінниця: НОВА КНИГА, 2002. – 334 с.
3. Білоус О.М. «Лінгвокраїнознавство» німецькомовних країн: Посібник для студентів вищих навчальних закладів освіти та середніх навчальних закладів з поглибленим вивченням німецької мови // Навчальний посібник (у співавторстві): Рекомендовано МОН України, лист №14/18-Г-1659 від 10.10.2007. – Вінниця: Видавництво «Нова книга», 2008. – 416 с.
4. Білоус О.М. Фразеологія: знакові величини: Навчальний посібник для студентів факультетів іноземних мов // Навчальний посібник (у співавторстві): Рекомендовано МОН України, лист №1.4/18-Г-227 від 28.01.2008. – Вінниця: Нова Книга, 2008. – 265 с.
5. Білоус О.М. Граматика німецької мови: теоретичний матеріал, комунікативні вправи і завдання для студентів: Навч. посіб. для студ. вищ. навч. закл. (німецькою та українською мовами). – 3-тє вид., виправл. та доповн // Навчальний посібник(у співавторстві): Рекомендовано МОНмолодьспорту України, лист №1/11-9487 від 13.10.11 р. – Вінниця: Нова Книга, 2013. – 576 с.
6. Білоус О.М. Порівняльна лексикологія: Курс лекцій, практичних завдань, самостійної роботи та модульних контрольних робіт (німецькою мовою) // Навчальний посібник для студентів навчальних закладів: видання 2-ге доопрацьоване та доповнене.– Кіровоград: РВВ КДПУ ім. В.Винниченка, 2013. – 244 с.
7. Білоус О.М. Теорія і технологія перекладу: Курс лекцій: доопрацьований та доповнений // Навчальний посібник для студентів перекладацьких відділень. – Кіровоград: РВВ КДПУ ім. В.Винниченка, 2013. – 200 с.
8. Білоус О.М. Науково-технічний переклад: Курс лекцій та практичних // Навчальний посібник для студентів перекладацьких відділень. – Кіровоград: РВВ КДПУ ім. В.Винниченка, 2013. – 100 с.
9. Білоус О.М. Німецька мова: практика та переклад: Видання третє: доопрацьоване та доповнене // Навчальний посібник для студентів IV курсу перекладацьких відділень ВНЗ (у співавторстві).– Кіровоград: КОД, 2014. – 249 с.
10. Білоус О.М., Білоус О.І. Теорія, практика та технологія перекладу: Навчальний посібник/ О.М.Білоус, О.І.Білоус.– Кропивницький: РВВ ЦДПУ імені Володимира Винниченка, 2018. – 216 с.
11. Білоус О.М. Граматика німецької мови: теоретичний матеріал, комунікативні вправи і завдання для студентів: Навч. посіб. для студ. вищ. навч. закл. (німецькою та українською мовами). – 4-тє вид., стереотипне // Навчальний посібник Д.А. Євгененко, О.М.Білоус, Б.В.Кучинський, О.І.Білоус: Рекомендовано МОНмолодьспорту України, лист №1/11-9487 від 13.10.11 р. – Вінниця: Нова Книга, 2018. – 576 с.
12. Білоус О.М., Пянковська І.В. Національні варіанти німецької мови (у лінгвогеографічному, соціолінгвістичному, лінгвістичному та лінгвокультурному аспектах): Навчальний посібник/ О.М.Білоус, І.В. Пянковська. – Київ: «Центр учбової літератури», 2019. – 314 с
13. Білоус О.М., Білоус О.І., Кіт Л.М. Praktisches Deutsch 3. Навчальний посібник для студентів 3 курсу спеціальності «Переклад», «Прикладана лінгвістика». – Кропивницький: Видавництво ТОВ «Код», 2020. – 214 с.
14. Білоус О.М., Білоус О.І., Кіт Л.М. Praktisches Deutsch 4. Навчальний посібник для студентів 4 курсу спеціальності «Переклад», «Прикладана лінгвістика». – Кропивницький: Видавництво ТОВ «Код», 2020. – 250 с.
15. Білоус О. (уклад.). Біобібліографічний покажчик: Леонід Черноватий (Почесні професори ЦДПУ імені Володимира Винниченка). – Вінниця: Нова книга, 2021.–198 с.

## Найважливіші наукові статті
1. Білоус О.М. Translationswissenschaftliche Auseinandersetzung mit „Kultur“ // Наукові праці Кам’янець-Подільського національного університету імені Івана Огієнка. – Філологічні науки, Випуск 26. – Кам’янець-Подільський: ПП «Медобори-2006», 2011. – С. 36–40.
2. Білоус О.М. Каламбур: шляхи аналізу та переклад // Збірник наукових праць ЛНУ ім. І.Франка.– Львів: ЛНУ ім. І.Франка, 2011. – С.  58– 66.
3. Білоус О.М. Sprache, Kultur, Kommunikation und Translation // Наукові записки. – Серія: філологічні науки (мовознавство): у 2 ч. – Випуск 95.– Кіровоград: РВВ КДПУ ім. В.Винниченка, 2011. – С. 520–527.
4. Bilous Oleksandr.  Corpora in Translationswissenschaft und Translationsdidaktik // HOMO LOQUENS. – Gergian Multilingual Association. – Volume II. – Tbilisi, 2011. – P.12–19.
5. Білоус О.М. Kultur in der Ausbildung von Translationsstudierenden // Наукові записки. – Серія: філологічні науки (мовознавство): у 2 ч. – Випуск 104(1). – Кіровоград: РВВ КДПУ ім. В.Винниченка, 2012. – С. 95–100.
6. Білоус О.М. Перекладознавство і міжкультурна комунікація // Германістика в Україні: Науковий журнал.– Київ: Видавничий центр КНЛУ, 2012. – С.183–189.
7. Bilous Oleksandr. Globalisierung und „Lingua Franca“ im Translationsprozess: Pro und Contra? // Научный сборник Российско-армянского (Славянского) университета. – Серия: Социально-гуманитарные науки. – Ереван: Изд-во РАУ, 2012. – Часть 2. – С. 267–276.
8. Bilous Oleksandr EIN ESSEY ÜBER DAS GLÜCK //Международный научно-популярный журнал/International popular-science journal № 4(39) 2016. – Астана, 2016. – С. 203–206.
9. Білоус О.М., Білоус О.І. Твори Марка Вовчка у переспівах і перекладах зарубіжних митців // Наукові записки. – Серія: філологічні науки (мовознавство). – Випуск 117. – Кіровоград: РВВ КДПУ ім. В.Винниченка, 2013. – С. 127–133.
10. Білоус О.М. Назви художніх творів: головні чинники ідейно-образної інформації оригіналу та його перекладу // Наукові записки. – Серія: філологічні науки (мовознавство). – Випуск 116. – Кіровоград: РВВ КДПУ ім. В.Винниченка, 2013. – С. 75–80.
11. Білоус О.М. Сучасні ресурси для вивчення іноземних мов // Наукові записки. – Серія: філологічні науки (мовознавство).– Випуск 119.– Кіровоград: РВВ КДПУ ім. В.Винниченка, 2013. – С. 13–16.
12. Білоус О.М. Переклад засобів підсилення виразності й образності мови художнього твору // Наукові записки. – Серія: філологічні науки (мовознавство).– Випуск 115. – Кіровоград: РВВ КДПУ ім. В.Винниченка, 2013. – С. 60–66.
13. Білоус О.М., Білоус О.І. До історії перекладу: індивідуальна неповторність перекладачів творчості Т.Г.Шевченка // Вісник Харківського національного університету імені В.Н.Каразіна. – № 1071. – Серія «Романо-германська філологія. Методика викладання іноземних мов». – Випуск 75. – Харків: ХНУ ім. В.Н.Каразіна, 2013. – С. 99 – 107.
14. Білоус О.М., Білоус О.І. Еріх Вайнерт та Альфред Курелла як перекладачі творів Т.Г.Шевченка німецькою мовою // NON PROGREDI EST REGREDI: збірник на пошану Паславської Алли Йосипівни, доктора філологічних наук, професора; упоряд. Володимир Сулим, Михайло Смолій, Христина Дяків/ Львівський національний університет імені Івана Франка. – Львів: ПАІС, 2013. – С.28 – 40.
15. Bilous Oleksandr. PROBLEMS OF THE  TROPES RENDERING IN FICTION TRANSLATION // Сборник научных трудов Астраханского государственного университета. – Астрахань: Издательский дом «Астраханский университет» (Россия), 2013. – С. 127 – 136.
16. Білоус О.М. Sprachpolitik: Abriss theoretischer Grundlagen von der Sicht westlicher Sprachforscher // Наукові записки. – Серія: філологічні науки (мовознавство).– Випуск 127. – Кіровоград: РВВ КДПУ ім. В.Винниченка, 2014. – С. 6–12.
17. Білоус О.М. Zur ukrainischen Sprachpolitik: historischer Überblick westlicher Ansichten // Науковий вісник Чернівецького університету: збірник наукових праць. – Вип. 692-693: Германська філологія. – Чернівці: Видавничий дім «РОДОВІД», 2014. – С. 16 – 21.
18. Білоус О.М., Білоус О.І. Вільгельм Горошовський та Францішка Штайніц як перекладачі творів українських письменників німецькою мовою: критичний штрих з історії перекладу // Наукові записки. – Серія: філологічні науки (мовознавство).– Випуск 136. – Кіровоград: Видавець Лисенко В.Ф., 2015. – С. 38–43.
19. Білоус О.М. Surzhyk und Streben nach geistiger Wiedergeburt der ukrainischen Sprache: aus der Sicht westlicher Forscher // Наукові записки. – Серія: філологічні науки (мовознавство).– Випуск 137. – Кіровоград: Видавець Лисенко В.Ф., 2015. – С. 336–343.
20. Білоус О.М., Міщенко А.Л. Застосування інноваційних технологій у підготовці перекладачів та фахівців з прикладної лінгвістики // Філологічні трактати Сумського державного університету.– Том 7.– № 2. – Суми: СумДУ, 2015. – С.60–69.
21. Білоус О.М., Білоус О.І. Переклад і рецепція в німецькомовному ареалі (ХІХ–ХХ ст.): Історичний погляд // Наукові записки. – Серія: Філологічні науки.– Випуск 144. – Кіровоград: Видавець Лисенко В.Ф., 2016. – С. 30 – 35.
22. Білоус О.М., Білоус О.І.  Переклад як дієва одиниця  міжлітературних зв’язків // Наукові записки. – Серія: Філологічні науки.– Випуск 144. – Кіровоград: Видавець Лисенко В.Ф., 2016. – С.109 – 113.
23. Білоус О.М. Zu einigen Fragen der Translationsdidaktik // Науковий журнал. – Випуск 11-12 (частина 1). – Чернівці: ЧНУ ім. Ю.Федьковича, 2016. – С. 55– 63.
24. Bilous Oleksandr. Ein Essey über Glück // International popular-science journal № 4(39) – Astana, 2016. – P. 203 – 206.
25. Білоус Олександр. Засоби виразності в оригіналі та перекладі твору словесного мистецтва // Науковий вісник. – Серія: Філологія. Педагогіка. Психологія. – Випуск 34.– Київ: Видавничий центр КНЛУ, 2017. – С. 28 – 35.
26. Bilous Oleksandr, Bilous Olha. Wechselseitigkeit von Kulturen: Translation und Rezeption // Наукові записки. – Серія: Філологічні науки.– Випуск 154. – Кропивницький: Видавець Лисенко В.Ф., 2017. – С.30 – 36.
27. Білоус Олександр. Усний переклад: соціологічний погляд // Наукові записки. – Серія: Філологічні науки.– Випуск 154. – Кропивницький: Видавець Лисенко В.Ф., 2017. – С.289 – 295.
28. Bilous Oleksandr. Translation als Vermittlung über kulturelle Grenzen // У збірці «Комаративні дослідження австрійсько-українських літературних, мовних та культурних контактів». – Том 5. – Дрогобич: ПП «Просвіт», 2017. – С. 246–252.
29. Білоус Олександр. Новітні технології у викладанні перекладацьких дисциплін // Актуальні проблеми романо-германської філології та прикладної лінгвістики: науковий журнал / редкол. В.І.Кушнерик та ін. – Чернівці: Видавничий дім «РОДОВІД», 2017.  – Вип. 1 (14).  – С. 76– 80.
30. Олександр Білоус, Ольга Білоус. Взаємодія літератур як система ланок: зв’язки, рецепція, переклад. // Наукові записки. – Серія: Філологічні науки.– Випуск 164. – Кропивницький: КОД, 2018. – С.161 – 172.
31. Oleksandr Bilous. Wege zur Äquivalenz bei der Übersetzung schöngeistiger Werke // Наукові записки. – Серія: Філологічні науки.– Випуск 164. – Кропивницький: КОД, 2018. – С.494 – 499.
32. Oleksandr Bilous, Richard Brunner. Deutsche Sprache und Bibel // Актуальні проблеми романо-германської філології та прикладної лінгвістики: науковий журнал / редкол. В.І.Кушнерик та ін. – Чернівці: Видавничий дім «РОДОВІД», 2018. – Вип. 1(15). – С.32 – 41.
33. Oleksandr Bilous. Interpeting: sociological view //Scientific Journal “Bulletin of Kazach Abalai khan Universdity of International Relations and World Languages”. Series “Philological sciences” of JSC ”Kazach Abalai khan Universdity of International Relations and World Languages”/. – ALMATY: Pollingwa, 2018. – Series “Philological Sciences. – Issue 2(49) 2018. – P. 87– 94.
34. Richard Brunner, Oleksandr Bilous. Sprache und Kultur // Компаративні дослідження австрійсько-українських літературних, мовних та культурних контактів /науковий журнал/ ред. Я.М.Лопушанський та ін. – Дрогобич–Грац: ПП «ПОСВІТ», 2018.– Том 7.– С. 207– 217.
35. Bilous Oleksandr. German Language as a one of the Languages of the Danube Region: Translation Aspect // Journal of Danubian Studies and Research. –Vol. 8.– No 2/2018. – Galați (Romania): Editura Danubius (Index COPERNICUS), 2018. – P. 342–348.
36. Oleksandr Bilous, Olha Bilous.Wechselseitigkeit literarischen Kulturgutes: historischer Blick //  Linguistische Treffen in Wroclaw /Grenzen der Sprache – Grenzen der Sprachwissenschaft II.– –Vol. 14, 2018. – Wroclaw-Dresden: Neisse Verlag (Index COPERNICUS),  2018. – S. 299 – 307.
37. Олександр Білоус. Фахова мова теленовин: шляхи аналізу та перекладу// Наукові записки. – Серія: Філологічні науки.– Випуск 175. – Кропивницький: ТОВ «КОД», (Index COPERNICUS) 2019. – С. 646 – 653.
38. Bilous Oleksandr et al.  Deutsch und seine didaktische Anziehungskraft// Linguistische Treffen in Wroclaw.– Vol. 15, 2019 (1).– Wroclaw-Dresden: Neisse Verlag (Index COPERNICUS), 2019. – S.49-58.
39. Oleksandr Bilous, Olha Bilous. SLANGISMS AS THE MEANS OF CONVEYING THE AUTHOR’S AND CHARACTER’S FIGURATIVE INFORMATION IN SOME COUNTRYS OF THE DANUBE REGION: TRANSLATION ASPECT  // Journal of Danubian Studies and Research. – Vol. 9 – No .1/2019 – Galați (Romania): Editura Danubius (Index COPERNICUS), 2019. – P. 316–324.
40. Bilous Oleksandr, Bilous Olha et al. “DEUTSCHE WELLE“ AS A MASS MEDIA LANGUAGE FOR SPECIALIST PURPOSES: PRAGMATICS, ANALYSIS AND TRANSLATION // Humanities @Social Sciences Reviews (Index SCOPUS). –  2019. – Vol. 7 No. 6 (2019). – P. 176-181.
41. Олександр Білоус, Ольга Білоус. УСНИЙ ДВОСТОРОННІЙ ПЕРЕКЛАД: ШЛЯХИ ПСИХОЛІНГВІСТИЧНОГО ТА ПРАГМАТИЧНОГО АНАЛІЗІВ (НІМЕЦЬКО-УКРАЇНСЬКИЙ ТА УКРАЇНСЬКО-НІМЕЦЬКИЙ НАПРЯМИ) // Наукові записки. – Серія: Філологічні науки. – Випуск 187. – Кропивницький: ТОВ «КОД» (Index COPERNICUS), 2020. – С. 541 – 553.
42. Bilous Oleksandr et al.  OMISSION AND ADDITION IN THE  TRANSLATION OF DEUTSCHE WELLE TV NEWS FROM GERMAN INTO UKRAINIAN // JOURNAL OF CRITICAL REVIEWS (Index SCOPUS). VOL 7, ISSUE 18, 2020. – P. 2670 – 2679.
43. Richard Brunner, Oleksandr Bilous. PFINGSTEN – SPRACHWISSENSCHAFTLICH  BETRACHTET // Компаративні дослідження австрійсько-українських літературних, мовних та культурних контактів /науковий журнал/ ред. Я.М.Лопушанський та ін. – Дрогобич–Зальцбург: ПОСВІТ, 2020. – Том 8. – С. 241– 250.
44. Олександр Білоус, Ольга Білоус. “ЕНЦИКЛОПЕДІЯ ПЕРЕКЛАДОЗНАВСТВА“ УКРАЇНСЬКОЮ МОВОЮ: РЕЦЕНЗІЯ ТА ІСТОРИЧНИЙ ШТРИХ ЇЇ ПУБЛІКАЦІЇ // Наукові записки. – Серія: Філологічні науки. – Випуск 193. – Кропивницький: ТОВ «КОД» (Index COPERNICUS), 2021. – С.  50 – 59.
45. Bilous Oleksandr et al. BILATERAL INTERPRETING: SOME WAYS OF ANALYSIS (GERMAN–UKRAINIAN / UKRAINIAN–GERMAN) // AD ALTA:  Journal of Interdisciplinary Research (Index Web of Science). – Special Issue 11/01-XVI. – 2021. – P. 6 – 11.
46. Bilous Oleksandr et al. Modern Linguistic Technologies: Strategy for Translation Studies // Rupkatha Journal on Interdisciplinary Studies in Humanities (Index Web of Science). – Vol. 13, No.4, 2021.  – P. 1-12.
47. Bilous Oleksandr, Brunner Richard, Bilous Olha. ZUM WORTSCHATZ UND ZUR GRAMMATIK DES DEUTSCHEN: HISTORISCHE UND KRITISCHE BETRACHTUNGEN// Наукові записки. – Серія: Філологічні науки. – Випуск 202. – Кропивницький: ТОВ «КОД» (Index COPERNICUS, Index NSD /Norwey), 2022. – С.  18 – 26.
48. OLEKSANDR BILOUS, OLHA BILOUS: TRANSLATORISCHE WEGLASSUNGEN UND HINZUFÜGUNGEN: PRO UND CONTRA  // Linguistische Treffen in Wroclaw.– Vol. 22, . 2022 (II).– Wroclaw-Dresden: Neisse Verlag (Index COPERNICUS). – S.  33 – 43.
49. Bilous Oleksandr, Brunner Richard, Bilous Olha.  Der Volksname deutsch und  das Deutsche: diachronisch und synchronisch betrachtet // «Наукові записки. – Серія: Філологічні науки».– № 2 (205)’202. – Кропивницький: Видавничий дім “ «Гельветика», 2023.  – С. 9 – 17.   (Index COPERNICUS, Index NSD /Norwey, Фахова реєстрація - категорія Б).
50. Bilous Оleksandr.   Dr. Bernhard Stillfried als Brückenbauer und Förderer der österreichisch-ukrainischen Beziehungen // Компаративні дослідження австрійсько-українських літературних, мовних та культурних контактів. Том 14: Знакові події українсько-австрійських взаємин: зб. наук. праць на пошану Ярослава Лопушанського з нагоди 60-річного ювілею. Дрогобич: Посвіт, 2025.  C.455-471.